# محمد القشعمي
محمد بن عبد الرزاق القشعمي (1364 هـ / 1944 م) باحث ومؤرِّخ وكاتب سعودي.

## سيرته
وُلد محمد بن عبد الرزاق القشعمي عام 1364 هجري الموافق 1944م، في قرية العقل شمال مدينة الزلفي السعودية، وله اهتمام واسع بتاريخ الصِّحافة في السعودية، وأسهم في كتابة سير عدد كبير من الشخصيات السعودية المهمَّة. حصل على جائزة ومنحة الملك سلمان لتاريخ الجزيرة العربية عام 2006م.

## أعماله
- التحق وهو في الخامسة من عمره بكُتّاب قرية العقل.
- حصل على شهادة الثانوية العامة من معهد الرياض العلمي عام 1960م.[3]
- مارس العمل الحكومي موظفاً في وزارة العمل والشؤون الاجتماعية (رعاية الشباب) وتنقل في عدة مدن سعودية مسؤولاً عن مكاتب رعاية الشباب.
- عمل سكرتيراً للأسابيع الثقافية السعودية في عدة دول.
- ترأس القسم الأدبي بالشؤون الثقافية بالرئاسة العامة لرعاية الشباب في الرياض بعد تأسيسها عام 1974.[3]
- أصدر سلسلة «هذه بلادنا».
- كُلِّف بعضوية الأمانة العامة لجائزة الدولة التقديرية للأدب.
- مثَّل بلاده في مناسبات ثقافية.
- التحق بمكتبة الملك فهد الوطنية مسؤولاً عن الشؤون الثقافية فيها منذ أكثر من 20 عاماً وذلك بعد أن تقاعد مبكراً من العمل.
- تبنى مشروع تسجيل «التاريخ الشفهي للسعودية» بلقاءات كبار الأدباء ورجال العلم والتعليم والمال والسياسة، وسجل حتى الآن سيرة أكثر من 400 شخصية من مختلف أنحاء بلاده، وكانت أولى المقابلات مع عبد الكريم الجهيمان في (الاستديو) في مكتبة الملك فهد الوطنية بتاريخ 20 - 4 - 1415هـ.
- ألف أربعين كتاباً مطبوعاً في مختلف الأغراض الثقافية؛ في السير لبعض رموز الأدب والتاريخ والشعر.[4]

## فلسفته في التأليف
قال في حوار صحفي: "بدأت بالكتابة في الصحافة منذ عشرين عاماً، والتأليف بعدها بسنتين. ومع ذلك استطعت حتى الآن نشر حوالي 45 كتاباً منها الصغير ومنها الكبير – نسبة إلى عدد الصفحات ومنها ما أعيدت طباعته لأربع مرات مثل: الفكر والرقيب (رغم منعه)، وكذا عبد الرحمن منيف في عيون مواطنيه – ترحال الطائر النبيل، وممثلو الملك عبدالعزيز ووكلائه في الخارج والذي فاز بجائزة خادم الحرمين الشريفين الملك سلمان بن عبد العزيز (في تاريخ الخليج العربي والجزيرة العربية) عندما كان أميراً للرياض عام 1427هـ/2006م، وبدايات وما قيل عنها، مؤكداً بأنه سيظل يكتب قدر استطاعته".

## مؤلفاته
1. بدايات: فصول من السيرة الذاتية، 1421هـ 2000 م، دار الكنوز الأدبية بيروت ط2، 1423هـ 2002 م، دار الكنوز الأدبية بيروت.
2. سادن الأساطير والأمثال: عبد الكريم الجهيمان ط1، 1421هـ 2001 م، الرياض (د.ن).
3. البدايات الصحفية في المملكة العربية السعودية: 1 ــ المنطقة الشرقية ط1، 1423هـ 2003 م.
4. عبد الكريم الجهيمان.. عطاء لا ينضب، ط1، 1423هـ 2003 م، كتيب المجلة العربية الرياض.
5. ترحال الطائر النبيل: سيرة عبد الرحمن منيف، ط1، 1424هـ 2003 م، دار الكنوز الأدبية بيروت.. ط2، 1425هـ 2004 م، دار الكنوز الأدبية، بيروت.
6. سليمان بن صالح الدخيل: صحفيا ومؤرخا ومفكرا، ط1، 1425هـ 2004 م، النادي الأدبي في الرياض.
7. بدايات الطباعة والصحافة في المملكة العربية السعودية، ط1، 1425هـ 2004 م، دار العمير: جدة.
8. (الأسماء المستعارة للكتاب السعوديين) صدر عام 2005.[6]
9. (صحيفة أم القرى: نبذة تاريخية موجزة) صدر عام 2005.[7]
10. رواد المؤلفين السعوديين، ط1، معرض الرياض الدولي للكتاب 1427هـ 2006م وزارة التعليم العالي.
11. عبد الله الناصر الوهيبي: الماهر.. الساخر، ط1، 1428هـ 2007م دار الفيصل الثقافية، الرياض.
12. إهداءات الكتب، ط1، 1429هـ 2008 م، دار المفردات في الرياض.
13. رواد الصحافة السعودية، صحافة الأفراد، ط1، 1429هـ 2008 م، معرض الكتاب الدولي ـ وزارة الثقافة والإعلام، الرياض.
14. رحلة العمر والفكر: عبد الكريم الجهيمان، ط1، 1429هـ 2008 م، دار المفردات في الرياض.
15. معركة الشعر المنثور في الصحافة السعودية قبل نصف قرن، ط1، 1429هـ 2008 م، كتيب المجلة العربية، الرياض.
16. (تراجم رؤساء تحرير الصحف في المملكة العربية السعودية) صدر عام 2008.[8] ورصد القشعمي تاريخ الصحافة في المملكة العربية السعودية «رصدًا دقيقًا وعرف بكل صحيفة على حدة ثم تحدث عن رؤسائها... فتكلم عن أم القرى أول صحيفة سعودية وحدد تاريخ صدورها في 12 - 12 - 1924 بعد دخول الملك المؤسس عبد العزيز مكة بأسبوع في أربع صفحات، وكان شعارها «وكذلك أوحينا إليك قرآنًا عربيًا لتنذر أم القرى ومن حولها» وقد ذكر أسماء ما يقرب من اثني عشر من رؤساء تحريرها ابتداء بيوسف ياسين وانتهاء بهاشم عزوز وعبد السلام عمر، ولم يغفل أدق التفاصيل المتعلقة بها من زيادة عدد الصفحات إلى الزوايا والموضوعات».[9]
17. عبد الرحمن منيف في عيون مواطنيه، ط3، 1430هـ 2009 م، دار الكنوز الأدبية، بيروت.
18. طه حسين في المملكة العربية السعودية، ط1، 1430هـ 2009 م، النادي الأدبي في الرياض.
19. (عشر سنوات مع القلم) صدر عام 2011.[10]
20. (لكتاب السعوديون في مجلة صوت البحرين) صدر عام 2011.[11] والكتاب عمل توثيقي «يحفظ إبداع الرواد في المملكة قبل أن تصدر الصحف في المنطقتين الشرقية والوسطى».
21. (بدايات وما قيل عنها) صدر عام 2011.[12]
22. (عابد خزندار مفكراً ومبدعاً وكاتباً) صدر عام 2013.[13]
23. (الطيران في المملكة العربية السعودية) صدر عام 2013. قدم لهذا الكتاب اللواء طيار ركن متقاعد عبد الله السعدون، وقال: «تاريخ الطيران يحتاج لمجلدات كثيرة لتوفيه حقه، لكن مؤلفنا استطاع أن يركز على أهم الأمور التي وضعت حجر الأساس لهذا القطاع المهم، وكانت البداية الحقيقية على يد الملك عبد العزيز - رحمه الله - الذي أدرك ببُعد نظره وثاقب بصيرته أهمية الطيران في السلم والحرب فكانت طائرة الداكوتا التي أهداها الرئيس روزفلت للملك عبد العزيز، وهي اللبنة الأولى في الخطوط الجوية السعودية».[14]
24. عبد الله الطريقي مؤسس الأوبك، والمُمهد لسعودة أرامكو، ط1، 1437هـ 2015 م، الانتشار العربي.[15]
25. (بوادر المجتمع المدني في المملكة العربية السعودية) صدر عام 2012. ويؤرخ القشعمي في الكتاب «لنشأة مؤسسات المجتمع المدني في المملكة، عمل غير مسبوق في تتبعه للبدايات الأولى لنشاط المؤسسات الأهلية التي بدأت مع بداية الدولة واستمرت حتى اليوم».[16]
26. (حمود البدر.. البَرّ الكريم) صدر عام 2014.[17]
27. (معتمدو الملك عبد العزيز ووكلاؤه في الخارج) صدر عام 2015.
28. (بداياتهم مع الكتابة). صدر عام 2015.[18]
29. (المرأة في المملكة العربية السعودية.. كيف كانت وكيف أصبحت). صدر عام 2015.[19]
30. (الفكر والرقيب) صدر عام 2016.[20]
31. (أعلام في الظل) صدر عام 2018.[21]
32. (البدايات الصحفية في المملكة العربية السعودية: 3 المنطقة الغربية) صدر عام 2018.[22]
33. (المجلة العربية من البدايات حتى حصر الميديا 40 سنة من العطاء الثقافي) صدر عام 2018.
34. (النشاط الثقافي السعودي المبكر في مصر) صدر عام 2020.
35. (أعلام في الظل) الجزء الثاني. صدر عام 2021.[23]
36. (ن / ي نثار يحيى زكريا). صدر عام 2021.[24]
37. (العودة إلى موارد التراث). صدر عام 2021.
38. (أعلام في الظل) الجزء الثالث. صدر عام 2022.
39. (تجربتي مع التاريخ الشفوي) صدر عام 2022.[25]
40. (غازي علي وعلاقة الموسيقا باليوغا) صدر عام 2022. والكتاب توثيق لسيرة الموسيقار غازي علي.[26]
41. (عبد الجبار بن عبد الكريم اليحيا: من رواد الفن التشكيلي بالمملكة العربية السعودية) صدر عام 2024.[27]

## جوائزه وتكريمه
- حصل على جائزة ومنحة الملك سلمان لتاريخ الجزيرة العربية للعام 1427 / 2006م[28]
- كُرِّم في ثلوثية محمد المشوِّح، عام 2017م.[29]

## وصلات خارجية
- اديب وسيرة للاديب محمد القشعمي (أبو يعرب)
- من سوانح الذكريات للاديب محمد القشعمي
- محمد القشعمي «مدير عام الناس»
- محمد القشعمي.. راصد البدايات وموثق التحولات
- القشعمي محقق البدايات
- دودة الكتب وسفير الثقافة والمثقفين.. محمد القشعمي